# Tettenborn
Tettenborn is een dorp in de Duitse gemeente Bad Sachsa in de deelstaat Nedersaksen. Het dorp wordt voor het eerst vermeld in een oorkonde uit het begin van de negende eeuw.
In 1972 werd het dorp bij de stad Bad Sachsa gevoegd.
- Gemeinsame Normdatei: 7577678-9
- Virtual International Authority File: 242772605